# Рябченко, Василий Сергеевич
Василий Сергеевич Рябченко (укр. Василь Сергійович Рябченко; род. 23 июля 1954, Одесса) — украинский живописец, график, фотохудожник, автор объектов и инсталляций. Один из ключевых художников современного украинского искусства и Новой украинской волны.

## Биография

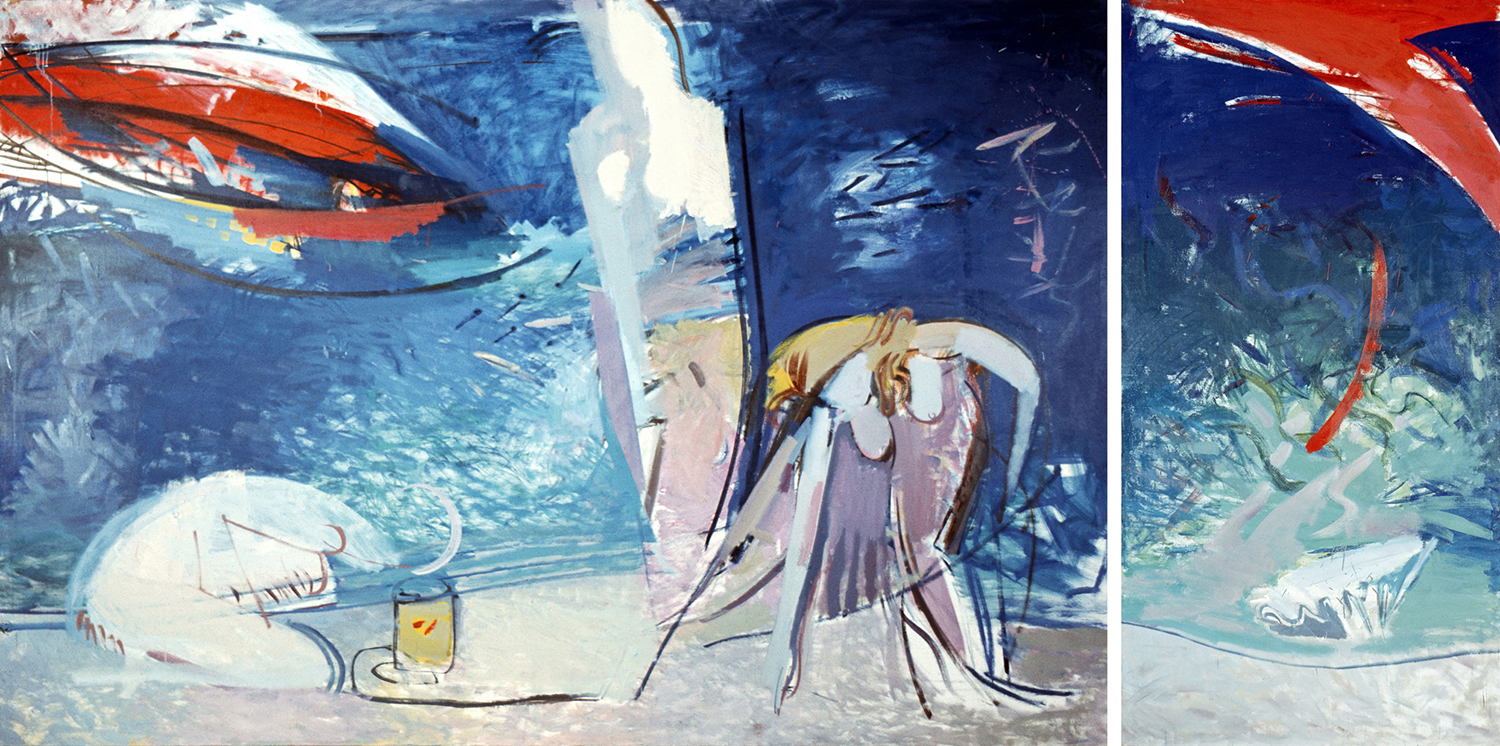
Василий Рябченко. «Берег невыявленных персонажей», 200×400 см, холст, масло, 1989

Василий Рябченко родился 23 июля 1954 года в Одессе в семье советского художника-графика Сергея Рябченко.
Своё художественное образование начал в 1966 году в художественной школе, расположенной на территории Одесского художественного училища.
В 1969 году поступает в Одесское художественное училище имени М. Б. Грекова на отделение живописи.
С 1974 по 1976 — вольнослушатель в ЛВХПУ им. Мухиной в Ленинграде. По возвращении в Одессу — знакомится и дружит с Валентином Хрущём и одесскими «нонконформистами».
С 1978 по 1983 годы учится в Южноукраинском государственном педагогический университете им. К. Д. Ушинского на художественно-графическом факультете, где его преподавателями были Валерий Гегамян и Зинаида Борисюк.
С 1987 — член Союза художников СССР, впоследствии Национального союза художников Украины.

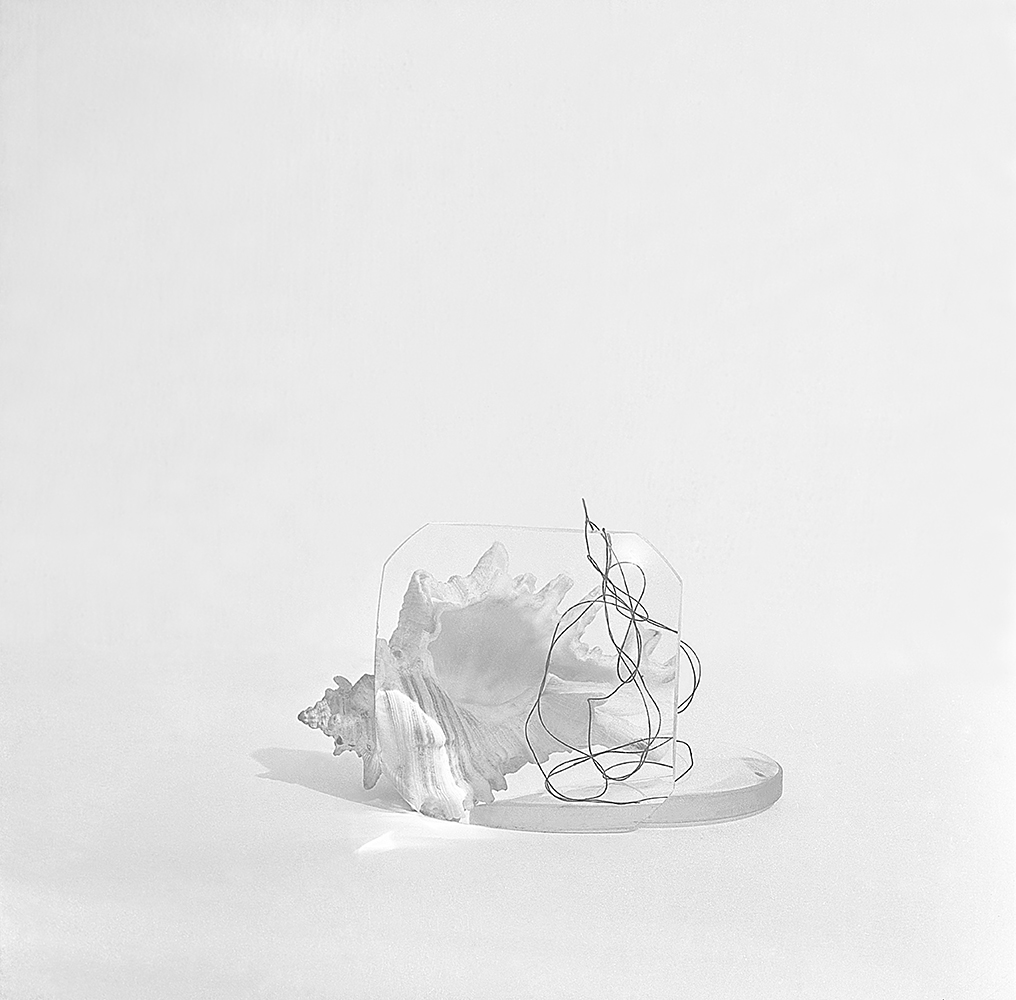
Василий Рябченко. «Натюрморт», фотография, 1970-е

В этот период возникает одесская группа художников: Сергей Лыков, Елена Некрасова, Александр Ройтбурд, Василий Рябченко. Эта группа малоизвестных в «официальной» среде Союза художников и не связанная со средой неофициальной — «нонконформистской», провела в конце 1980-х две крупные резонансные выставки «После модернизма 1» и «После модернизма 2» в пространстве государственного учреждения — Одесского художественного музея. Тематика, сюжеты работ, их масштабные форматы положили начало нового направления в изобразительном искусстве Одессы. К этому периоду относятся живописные работы: «Берег невыявленных персонажей» (1989), «Красная комната» (1988), «Жертва» (1989), «Смерть Актеона» (1989), диптих «Ловцы» (1989), «Метод искушения» (1990) и другие.
В промежутке между двумя вышеупомянутыми выставками состоялась выставка «Новые фигурации» в Одесском литературном музее, к участию в которой были привлечены молодые художники Киева. Это стало началом интеграции «Одесской группы» в контекст актуального на тот период общеукраинского арт движения. С этой выставкой связаны работы Рябченко: «Отказ от благодати» (1988) и «Любовь — не любовь» (1988).
Василий Рябченко одним из первых начинает работать в жанре инсталляции, первой работой этого направления стала «Качели для пеньков» для кураторского проекта Ежи Онуха «Степы Европы» (1993). В дальнейшем были созданы инсталляции «Великий Бемби» (1994), «Посвящение мадам Рекамье» (1994), «Принцесса» (1996), «Академия холода» (1998), и другие. С начала 1970-х он активно экспериментирует с фотографией. Основными сюжетами сначала были непостановочные натюрморты из бытовых предметов, позже — фотофиксация импровизаций с участием предметов и человеческого тела, в компоновке которых художник использует «пустотность» и асимметрию, свойственную восточной традиции. За цикл этих фотографий, объединённых в проекте «Naked Dream» (1995), получает премию и звание «Лучший художник Украины» по итогам первого всеукраинского арт-фестиваля «Золотий перетин» в 1996 году. В это же году основывает творческое объединения «Арт Лаборатория».
Василий Рябченко живет и работает в Одессе.

## Творчество

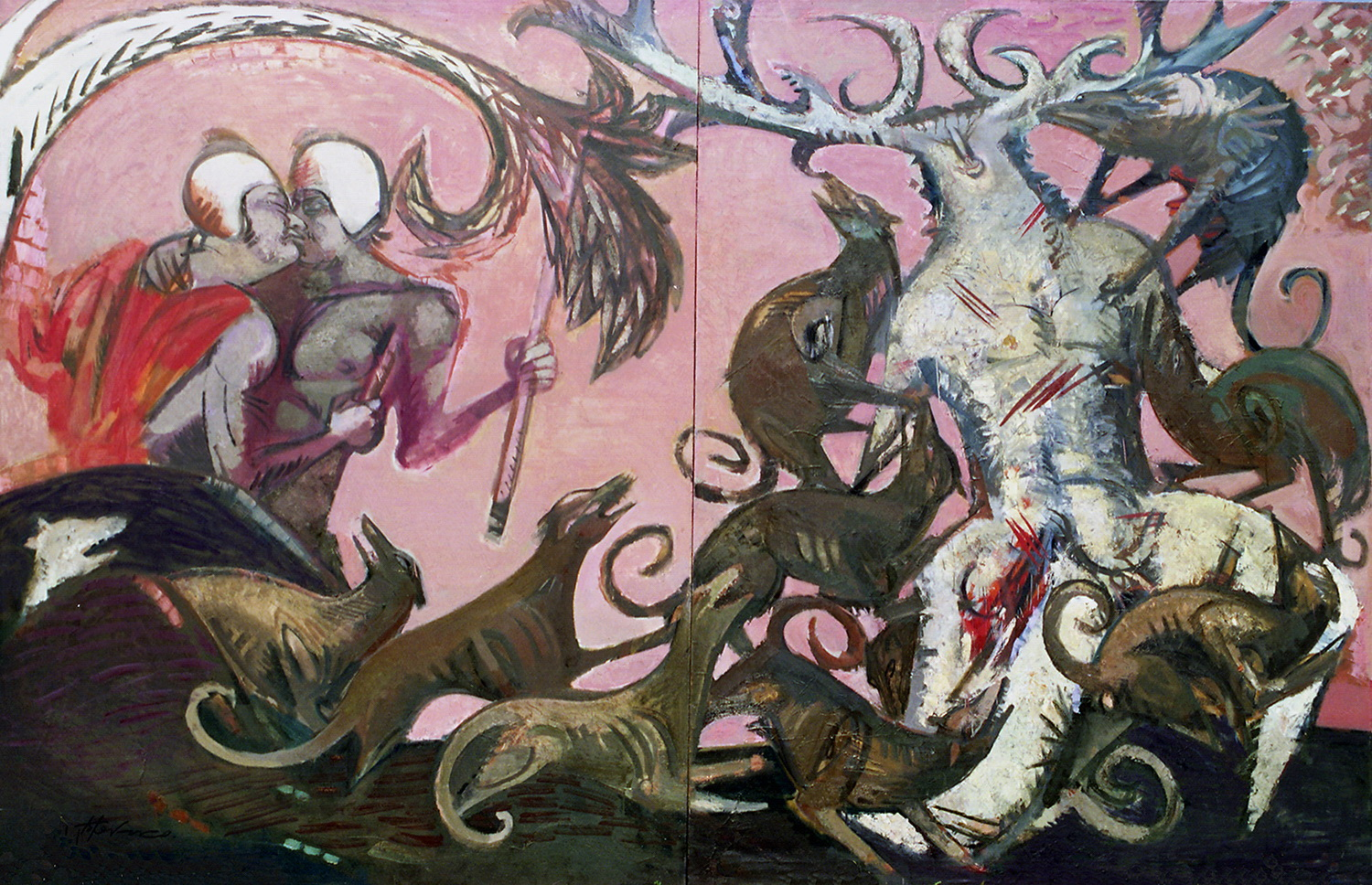
Василий Рябченко. «Смерть Актеона», 200 х 300 см, холст, масло, 1988

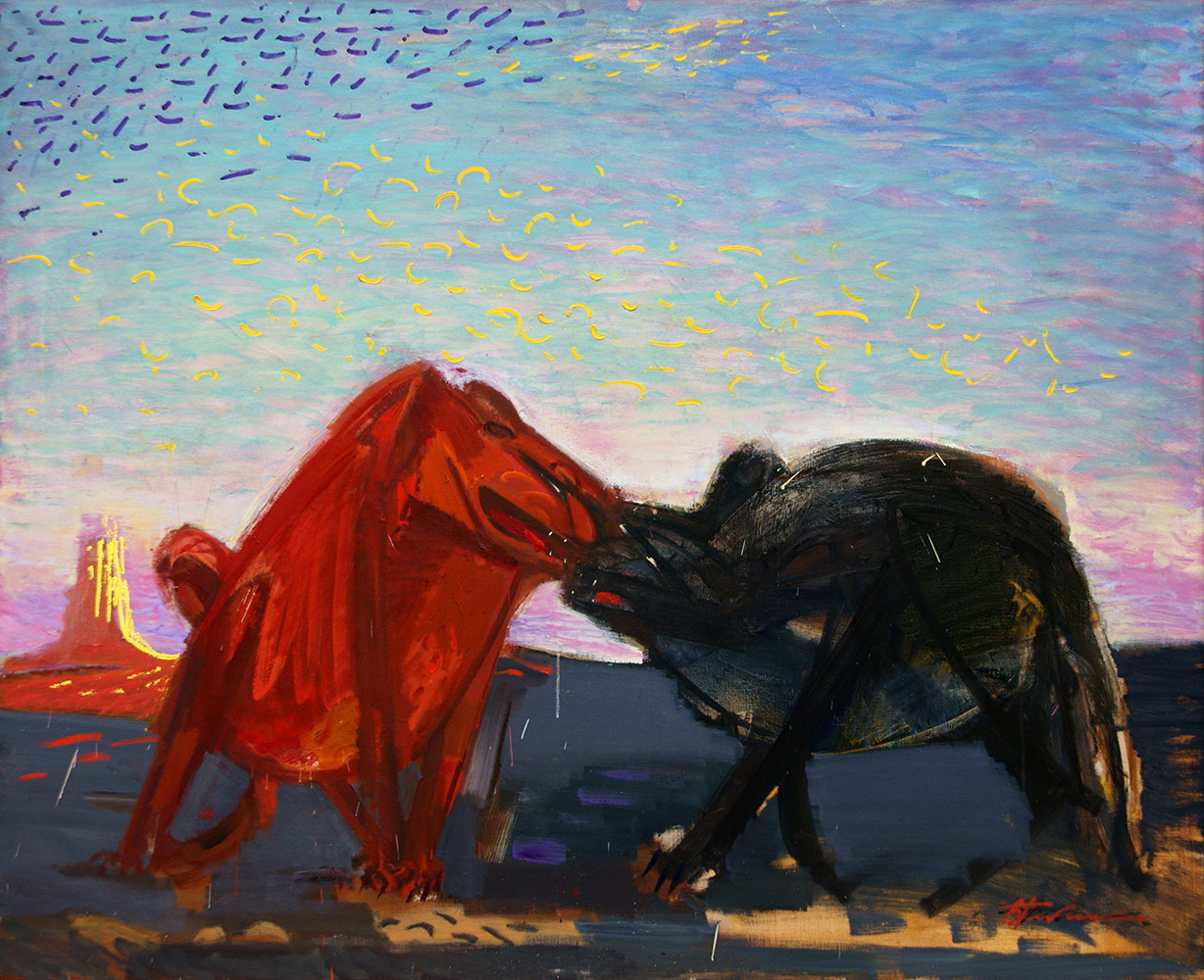
Василий Рябченко. «Устрашение», 140 х 170 см, холст, масло, 1989

Владимир Левашов выделяет несколько периодов в творчестве Василия Рябченко. Ранние работы художника, относящиеся к 1970-м — началу 1980-х годов, отличаются синтезом «западного» и «восточного» подходов к живописи — почти «английским» аристократическим аскетизмом языка, органично перетекающим в китайский «танец кисти», сдержанность уравновешивается свободой и лёгкостью.
Во второй половине 1980-х Василий Рябченко проникается идеями трансавангарда. Но если в целом украинский трансавангард тяготел к эстетике барокко, работы Рябченко этого времени можно обозначить как «новое рококо». Для «трансавангардного» периода художника характерны программная пустотность, выверенный эстетизм, легкомысленная игривость и механистическая комбинаторика. В качестве примера работ второй половины 1980-х годов — «Коты», сюжет о двух котах-соперниках. В последующем варианте, написанном в период финального обострения отношений между двумя сверхдержавами, приведших к распаду СССР, сюжет поменял свой смысловой контекст за счёт изменения размера, колорита, манеры написания и названия — «Устрашение».
«Линия рококо» прослеживается и в последующих работах Рябченко, вплоть до сделанных в последнее время. Однако они становится более эмоциональными и слегка сбивчивыми, в них появляются нотки иррационализма и беспокойства. Пасторальная беспечность начинает уступать место рефлексии и нарастающему драматизму.

## О художнике
Творчество одесского художника Василия Рябченко относится к самым ярким явлениям «новой украинской волны», перекодировавшей развитие отечественной живописи, привлекши его к постмодерным практикам, наполнив его новыми образами и новым неоднозначным художественным языком, где смешались между собой цитаты из истории искусства, свободная авторская фантазия, ирония и гротескность.
Галина Скляренко, искусствовед, арт-критик, куратор
Василий Рябченко в своих произведениях является медиатором объективной пустотности по законам красоты. Причём фигуративность не умаляет, а усиливает эту интенцию. Для воплощения вакуума художник умножает изящество рокайля, стилизованность модерна и роскошь великосветского барокко на абсолютную деконструкцию мифологических смыслов.
Михаил Рашковецкий, искусствовед, арт-критик, куратор

## Выставки, музеи и коллекции

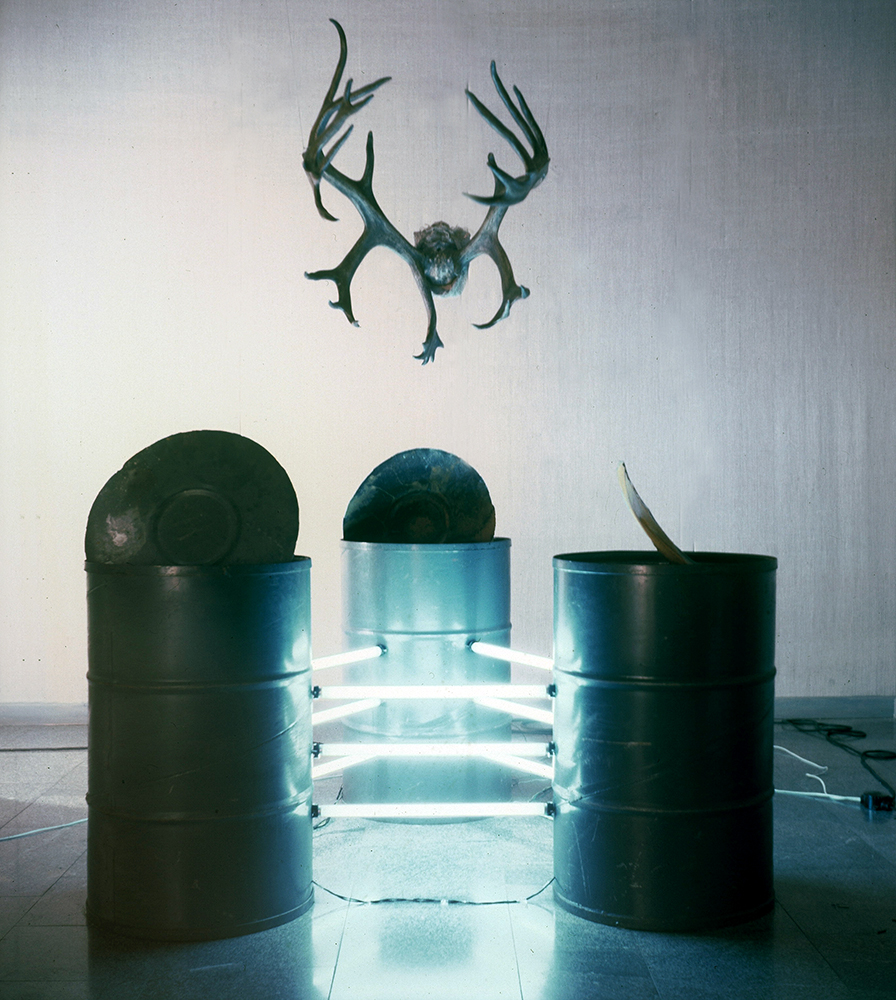
Василий Рябченко. «Большой Бемби», бочки, линейные лампы, оленьи рога, 1994

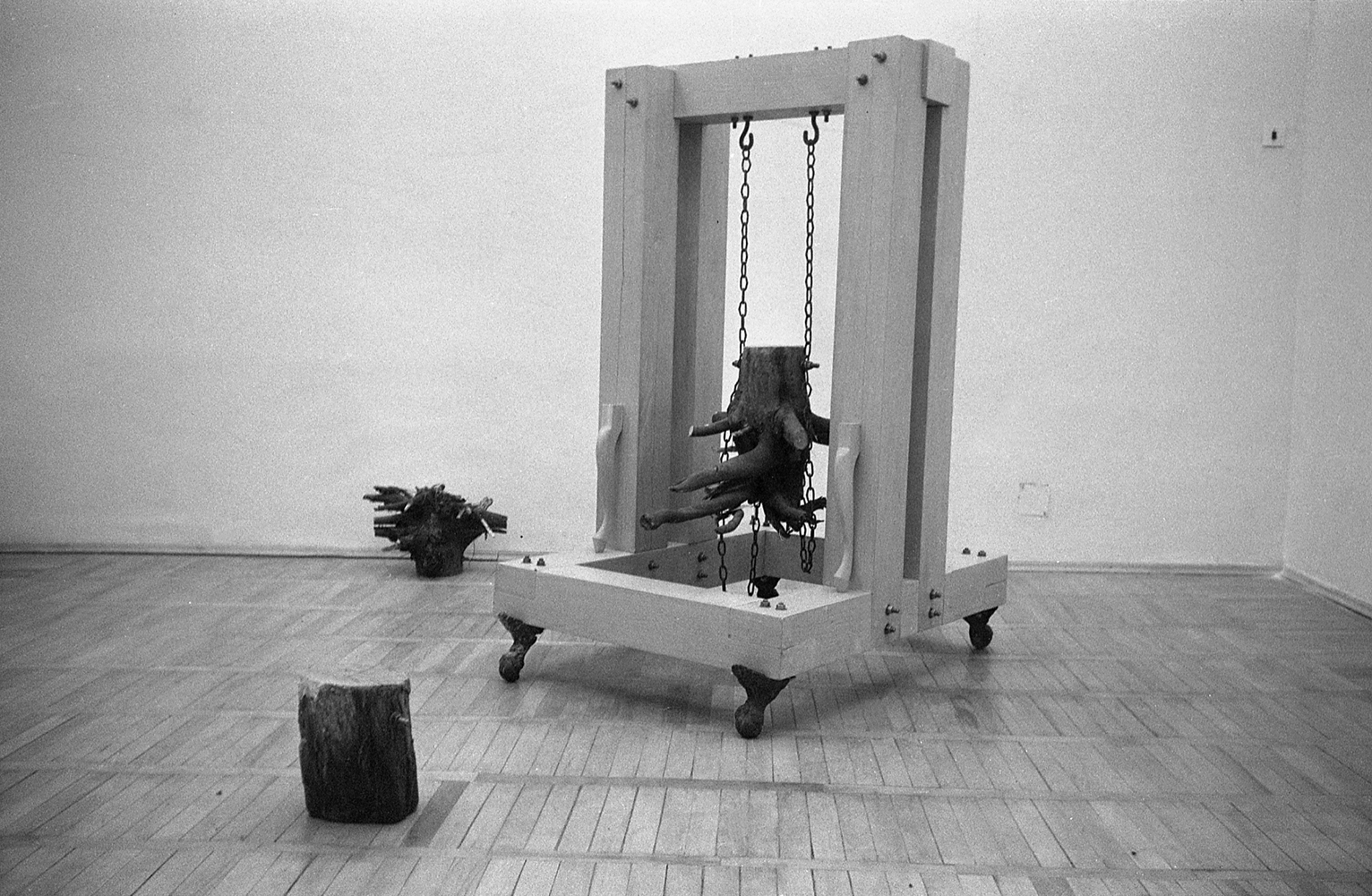
Василий Рябченко. «Качели для пеньков», 200 см, деревянная конструкция, пеньки, цепи, 1993

### Выставки
| Избранные выставки | Избранные выставки                                                                                                   |
| Год                | Выставка |
| ------------------ | --- |
| 2024               | Протагонисты. Живописный заповедник. Парижская коммуна / Украинский дом, Киев, Украина                               |
| 2022               | Unfolding Landscapes / Kunst(Zeug)Haus, Рапперсвиль-Йона, Швейцария                                                  |
| 2022               | Unfolding Landscapes / Королевский музей искусства и истории, Брюссель, Бельгия                                      |
| 2022               | Unfolding Landscapes / Art Centre Silkeborg Bad, Силькеборг, Дания                                                   |
| 2020               | Strange Time / Международная выставка современного искусства в виртуальном пространстве                              |
| 2017               | Салон отверженных / Музей морского флота, Одесса, Украина                                                            |
| 2017               | Холодная вера / Invogue Gallery, Одесса, Украина                                                                     |
| 2016               | Дух времени / Zenko Art Foundation, Татаров, Украина                                                                 |
| 2016               | Рецепт для утопии / Институт проблем современного искусства, Киев, Украина                                           |
| 2016               | Лихие 90-е / Музей современного искусства Одессы, Одесса, Украина                                                    |
| 2016               | Ergo sum. Выставка автопортретов / Галерея Дукат, Киев, Украина                                                      |
| 2016               | Три поколения украинских художников в коллекции Татьяны и Бориса Гринёвых / ЕрмиловЦентр, Харьков, Украина           |
| 2015               | Музейное собрание. Украинское современное искусство 1985—2015 / Мыстецкий Арсенал, Киев, Украина                     |
| 2014               | Украинский пейзаж / Мыстецкий Арсенал, Киев, Украина                                                                 |
| 2013               | Одесская школа. Традиции и актуальность / Мыстецкий Арсенал, Киев, Украина                                           |
| 2012               | Миф. Украинское барокко / Национальный художественный музей Украины, Киев, Украина                                   |
| 2012               | Современные украинские художники / ЕрмиловЦентр, Харьков, Украина                                                    |
| 2011               | Независимые / Мыстецкий Арсенал, Киев, Украина                                                                       |
| 2010               | Топ-10 современных художников Одессы / Hudpromo Gallery, Одесса, Украина                                             |
| 2010               | Звёздные войны / Арт-центр Александра Коробчинского, Одесса, Украина                                                 |
| 2010               | Живопись 1960—1990-х годов из коллекции МСИ «Совиарт» / ЦСИ «Совиарт», Киев, Украина                                 |
| 2009               | Restart / Морской Арт-Терминал, Одесса, Украина                                                                      |
| 2009               | Новая украинская волна / Национальный художественный музей Украины, Киев, Украина                                    |
| 2008               | Современное искусство Одессы / Музей современного искусства, Одесса, Украина                                         |
| 2008               | Юбилейная выставка к 70-летию ОООНСХУ / Центральный дом художника, Киев, Украина                                     |
| 2004               | Прощай, оружие / Мыстецкий Арсенал, Киев, Украина                                                                    |
| 2003               | Первая коллекция / Центральный дом художника, Киев, Украина                                                          |
| 2000               | Частичное затмение / Французский культурный центр, Белград, Югославия                                                |
| 2000               | Положительная реакция / Музей Западного и Восточного искусства, Одесса, Украина                                      |
| 1999               | Пинакотека / Украинский дом, Киев, Украина                                                                           |
| 1998               | Месяц фотографии (англ. Month of photography) / Братислава, Словакия                                                 |
| 1998               | Вне-графики / Одесский художественный музей, Одесса, Украина                                                         |
| 1998               | Академия холода / Одесский художественный музей, Одесса, Украина                                                     |
| 1998               | Стороны / галерея «Карась», Киев, Украина                                                                            |
| 1998               | Two days and two nights / Фестиваль современной музыки, Одесса, Украина                                              |
| 1998               | Всеукраинская молодежная выставка / Центральный дом художника, Киев, Украина                                         |
| 1997               | Фотосинтез / Дирекция выставок Союза Художников Украины, Киев, Украина                                               |
| 1996               | Фантом опера / Театр юного зрителя, Одесса, Украина                                                                  |
| 1996               | Взгляд с вареньем / Центр Современного Искусства, Киево-Могилянская академия, Киев, Украина                          |
| 1996               | Золотий перетин / Выставка претендентов на звание «Лучший художник 1996 года», Украинский дом, Киев, Украина         |
| 1996               | Товарный фетишизм / Украинский дом, Киев, Украина                                                                    |
| 1996               | Naked Dream / галерея «Бланк Арт», Киев, Украина                                                                     |
| 1996               | Семейный альбом / Центр Современного Искусства, Национальный университет «Киево-Могилянская академия», Киев, Украина |
| 1996               | Синтетическая художественная реклама / галерея «Карась», Киев, Украина                                               |
| 1996               | Батискаф-1 / Международный симпозиум / Дворец Моряков, Одесса, Украина                                               |
| 1996               | Участники APT фестиваля / Музей Западного и Восточного искусства, Одесса, Украина                                    |
| 1996               | Two days and two nights / Фестиваль современной музыки, Одесса, Украина                                              |
| 1995               | Кабинет доктора Франкенштейна / Дом учёных, Одесса, Украина                                                          |
| 1995               | Анализ крови / Дирекция выставок Союза Художников, Киев, Украина                                                     |
| 1995               | Синдром Кандинского / Краеведческий музей, Одесса, Украина                                                           |
| 1995               | Two days and two nights / Центр современного искусства «Тирс», Одесса, Украина                                       |
| 1994               | Свободная зона / Одесский художественный музей, Одесса, Украина                                                      |
| 1994               | Пространство культурной революции / Украинский дом, Киев, Украина                                                    |
| 1994               | Страшное — любовное / Центр современного искусства «Тирс», Одесса, Украина                                           |
| 1994               | Продолжение традиций / Одесский художественный музей, Одесса, Украина                                                |
| 1994               | Lux ex tenebris / Центр современного искусства «Тирс», Одесса, Украина                                               |
| 1993               | Grafik aus Odessa / Муниципальная галерея, Розенхайм, Германия                                                       |
| 1993               | Случайная выставка / Центр современного искусства «Тирс», Одесса, Украина                                            |
| 1993               | Степи Европы / Центр Современного Искусства «Замок Уяздовский», Варшава, Польша                                      |
| 1993               | Диаспора / Центральный дом художника, Москва, Россия                                                                 |
| 1991               | Kunst aus Odessa / Galerie im Alten Rathaus, Прин-ам-Кимзе, Германия                                                 |
| 1991               | The Glory and Modernity of Odessa / Йокогама, Япония                                                                 |
| 1990               | Украинская живопись XX века / Национальный Художественный Музей Украины, Киев, СССР                                  |
| 1990               | Вавилон / Центральный Дворец молодежи, Москва, СССР                                                                  |
| 1990               | После модернизма — 2 / Одесский художественный музей, Одесса, СССР                                                   |
| 1990               | Avec Cezanne, avec Van Gogh pour la montagne Sant Victore… / Марсель, Франция                                        |
| 1990               | Совиарт. Три поколения украинской живописи 1960—1980 годов / Оденсе, Дания                                           |
| 1990               | Совиарт. Три поколения украинской живописи 1960—1980 годов / Торгово-Промышленная палата, Киев, СССР                 |
| 1989               | После модернизма / Одесский художественный музей, Одесса, СССР                                                       |
| 1989               | Новые фигурации / Одесский государственный литературный музей, Одесса, СССР                                          |
| 1988               | Всесоюзная выставка молодых художников / Манеж, Москва, СССР                                                         |
| 1973—1989          | участник региональных, республиканских, всесоюзных, зарубежных выставок                                              |

### Музеи
Музеи, в которых содержатся произведения Рябченко.
- Художественный музей Джейн Ворхиз Зиммерли (Нью-Джерси, США)
- Удмуртский республиканский музей изобразительных искусств[62] (Ижевск, Россия)
- Национальный художественный музей Украины (Киев, Украина)
- Музей современного искусства Украины[63] (Киев, Украина)
- Одесский художественный музей (Одесса, Украина)
- Музей современного искусства Одессы[64] (Одесса, Украина)
- Сумской областной художественный музей им. Н. Онацкого (Сумы, Украина)
- Черниговский областной художественный музей (Чернигов, Украина)
- Министерство культуры Украины (Киев, Украина)
- Дирекция выставок Национального Союза Художников Украины (Киев, Украина)
- Центр современного искусства «Совиарт» (Киев, Украина)
- Запорожский областной художественный музей (Запорожье, Украина)
- Черкасский областной художественный музей (Черкассы, Украина)
- Музей современного украинского искусства Корсакив (Луцк, Украина)

### Частные коллекции[61]
- Abramovych Foundation
- Voronov Art Foundation
- Grynyov Art Foundation[65]
- Галерея современного искусства NT-Art[66]
- Коллекция семьи Костиных[67]

## Галерея
| - «Объятия», 110 х 110, см, холст, масло, 1986 - «Пора цветения», 70 х 75, см, холст, масло, 1987 - «Воспитание Балбесина», 110 х 110, см, холст, масло, 1987 - «Женщина-Змея», 140 х 160, см, холст, масло, 1988 - «Игры с персонажами», 90 х 85, см, холст, масло, 1988 - «Игры с персонажами», 90 х 85, см, холст, масло, 1988 - «Поцелуй украдкой», 180 х 170, см, холст, масло, 1988 - «Балерина», 200 х 150 см, холст, масло, 1989 - «Игры с персонажами», 90 х 85, см, холст, масло, 1989 - «Сусса и старцы», 200 х 200, см, холст, масло, 1989 - «Красная комната», 200 х 200, см, холст, масло, 1989 - «Дафна», 200 x 150 см, холст, масло, 1989 - «Отказ от благодати», 200 х 300, см, холст, масло, 1989 - «Самсончик». Из серии «Героические пупсики», 80 х 60 см, холст, масло, 1989 - «Его малышка». Из серии «Героические пупсики», 80 х 60 см, холст, масло, 1989 - «Принц», 65 х 50, см, бумага, пастель, карандаши, 1994 - «Принц», 65 х 50, см, бумага, пастель, карандаши, 1994 - «Naked Dream», фотография, 1995 - «Купорос», 196 х 146 см, холст, масло, 2008 |